# Підрив автомобіля в Києві 8 вересня 2017 року
Підрив автомобіля в Києві — терористичний акт, здійснений 8 вересня 2017 року о 18:08 у Києві в районі Бессарабської площі по вул. Павла Скоропадського.
Унаслідок підриву автомобіля Тойота Камрі з грузинською реєстрацією загинув боєць добровольчого батальйону Алі Тімаєв (4 квітня 1978, с. Гучум-Кале, Ітум-Калінського району, Чеченської республіки — 8 вересня 2017), з ніком Тимур Махаурі — громадянин Грузії. Ще одна жінка отримала важкі поранення. Дитина, яка також перебувала в автівці, не постраждала.

## Передісторія
Водій автомобіля Алі Тімаєв служив у батальйоні імені Джохара Дудаєва у зоні АТО.
|  | Він активно брав участь ще в чеченській війні, його Кадиров називає своїм особистим ворогом. За ним давно полювали. Швидше за все, це і є їхній слід... Його не один раз намагалися підірвати. Двічі в Грузії підривали, кілька разів стріляли. На фронт теж з нами їздив. |

 — сказав Тимерхан Манаєв.

## Хід подій
У п'ятницю, 8 вересня 2017 о 18:08 за координатами 50°26′26.763″ пн. ш. 30°31′15.203″ сх. д. / 50.44076750° пн. ш. 30.52088972° сх. д. у Печерському районі Києва по вул. Павла Скоропадського вибухнув автомобіль Тойота Камрі чорного кольору з номерним знаком WX-991-XW (GE) грузинської реєстрації, який рухався в напрямку вул. Басейна у 2 смузі зі швидкістю 1—3 км/год. У машині знаходився громадянин Грузії Алі Тімаєв, відомий за псевдонімом Тимур Махаурі — водій, жінка на передньому пасажирському сидінні та її дитина на задньому правому пасажирському сидінні. Водій помер на місці, жінка на ім'я Наталія дістала поранення, дитина (10 років) не постраждала.
Державна служба надзвичайних ситуацій підтвердила факт загибелі водія. Також поранення отримала жінка-пасажир.
Жінка Наталія, що отримала важкі поранення (втратила ногу) не може пояснити, як опинилась в авто зі своєю дитиною. Свідки розповіли, що одразу після вибуху на місце приїхав її чоловік і супроводжував до лікарні. Дівчинку, якій 10 років, відвезли до лікарні «Охматдит». Відомо, що вона постраждала найменше.
За інформацією медиків, ще 8 вересня у постраждалої від вибуху жінки було ампутовано кінцівку: «Стан її середньої важкості. Жінка перебуває у тяжкому стані, але в свідомості, підключена до апарату штучного дихання… У дитини травмовані кінцівки та опіки обличчя першого-другого ступеня».
Подруга постраждалої волонтер Ксенія Лазебник розповіла, що в лікарні їй спростували інформацію про те, що жінці відірвало ногу. У неї відірвана ліва п'ята, розірване стегно, поранена права рука. Лікарі намагалися врятувати ногу жінці. Також у неї сильно постраждало обличчя.
Із дитиною все добре, лише опіки першої стадії. Тому вона знаходиться у відділенні опіків. За словами знайомої постраждалої, дитина — 6 річний хлопчик на ім'я Антон, син постраждалої, хоча раніше з'являлася інформація про те, що під час вибуху постраждала 10—річна дівчинка.
Водночас журналістка Громадського радіо Марія Лебєдєва, яка стала очевидцем подій говорить, що водієм автівки була саме жінка:
|  | Був вибух у машині, було видно вогонь. Уламки машини розлетілись у всі боки, мені побило лобове скло, було важко зрозуміти, що відбувається. Машина попереду абсолютно без верху і некерована покотилась вперед, наштовхнулась на іншу машину і зупинилась. Люди збіглись і почали витягувати постраждалих з машини. Спершу дівчинку, вона була притомна, в стані шоку, скоріш за все. Жінка була непритомна, в неї була дуже сильно пошкоджена нога і руки. Її забрали медики. Декілька годин пожежники і поліція намагались витягнути тіло постраждалого, який сидів на задньому сидінні, він загинув. |

. 

## Розслідування та реакція
Відразу ввечері 8 вересня було відкрито кримінальне провадження за ч. 2 ст. 115 Кримінального кодексу України (умисне вбивство, вчинене суспільно небезпечним способом).
«За попередніми даними, спрацював вибуховий пристрій, закладений в автомобілі. Потерпілий громадянин іншої держави — він громадянин Грузії, його особа встановлена. Він досить відомий у кримінальних колах, його звати Алі Тімаєв, нікнейм Тимур Махаурі. Він громадянин Грузії, мав стійкі зв'язки з різного роду чеченськими колами», — зазначив директор департаменту комунікації МВС України Артем Шевченко.
Експертиза показала, що вибухівку заклали в салон машини, в підлокітник між сидіннями. Як заявив народний депутат, член колегії МВС України Антон Геращенко в ефірі 112 Україна, що «виходить, що або хтось мав доступ до машини Махаурі, коли ця машина залишилася без нагляду, або ця бомба знаходилася там».